# Drive (película)
Drive es una película de 1997 directa a vídeo protagonizada Mark Dacascos, Kadeem Hardison, Tracey Walter, John Pyper-Ferguson, Brittany Murphy, y Masaya Kato. La película fue dirigida por Steve Wang y el trabajo de montaje y coreografía de pelea fue hecho por Koichi Sakamoto.

## Trama
Un prototipo híbrido de máquina/humano antes trabajaba para una red chica, Toby Wong, lo obliga a tener mala suerte, al compositor llamado Malik Brody a llevarlo a Los Ángeles después de su primer encuentro en un bar. Él está huyendo de los sicarios - un asesino cazador llamado Vic Madison y su secuaz llamado "Hedgehog."

## Elenco
- Mark Dacascos - Toby Wong
- Kadeem Hardison - Malik Brody
- John Pyper-Ferguson - Vic Madison
- Brittany Murphy - Bodine
- Tracey Walter - Hedgehog
- James Shigeta - Sr. Lau
- Masaya Kato - Modelo Avanzada
- Dom Magwili - Sr. Chow
- Ron Yuan - Razor Scarred
- Clive Rosengren - Cantwell
- Christopher Michael - Jeb
- Ted Smith - Joss
- Sanaa Lathan - Carolyn Brody
- David Hayter - Policía #1